# تاكومي يامازاكي
تاكومي يامازاكي (山崎たくみ يامازاكي تاكومي) (اسمه الحقيقي إيساو يامازاكي (山崎功 يامازاكي إيساو)) هو مؤدي أصوات ياباني ولد في 14 أبريل 1964 في طوكيو.

## أدواره في الأنمي

### مسلسلات أنمي تلفزيونية
- المقاتل المتنقل جي جاندام - جورج دو ساند
- كينيتشي: التلميذ الأقوى - هاروؤو نيجيما
- الوميض الأزرق
- إينوياشا - جورومارو، كاغيرومارو
- دوت هاك ساين - هارولد هيويك
- دوت هاك روتس - ناوبي/ياتا
- سكرايد - كونيهيكو كيميشيما
- إل كازادور - أورتيغا
- فاينل فانتسي: أنليميتد - جو هاياكاوا
- شعلة ريكا - هانيمارو
- توغاينو نو تشي - نانو
- فيت/زيرو - كينيث إل مالوي أرشيبالد
- هيوكا - أستاذ أوميتشي
- لوست يونيفرس - تاجر أسلحة
- تيلز أوف ذي أبيس - بيوني أوبالا مالكوث التاسع
- كيشين هوكو ديمونبين - دكتور ويست
- ون بيس - كاميو، كانجورو

### أنمي الإنترنت
- سينت سيا: سول أوف غولد - أرييس مو

### أوفا أنمي
- ماكروس بلاس - إيسامو ألفا دايسون
- دوت هاك ليميناليتي - هارولد هيويك
- سينت سيا فصل هادس: المعابد الإثنا عشر - أرييس مو

### أفلام أنمي
- إينيشال دي Third Stage - ميكي

## أدواره في ألعاب الفيديو
- تيلز أوف ذي أبيس - بيوني أوبالا مالكوث التاسع
- تيلز أوف ذا تمبست - تيلكيس باروني
- تيلز أوف إكسيليا - بيلان
- تيلز أوف إكسيليا 2 - بيلان
- سينت سيا: ذا سانكتشواري - أرييس مو
- سينت سيا: سولجرز سول - أرييس مو
- سينت سيا: ذا هادس - أرييس مو
- سلسلة ألعاب دوت هاك - وايزمان

## وصلات خارجية
- تاكومي يامازاكي على موقع IMDb (الإنجليزية)
- تاكومي يامازاكي على موقع ألو سيني (الفرنسية)
- تاكومي يامازاكي على موقع ميوزك برينز (الإنجليزية)
- تاكومي يامازاكي على موقع قاعدة بيانات الفيلم (الإنجليزية)
- تاكومي يامازاكي على موقع كينوبويسك (الروسية)
- تاكومي يامازاكي على موقع ANN person (الإنجليزية)